# SG Baienfurt
Die Sportgemeinde Baienfurt ist ein 1927 gegründeter deutscher Fußballverein aus Baienfurt im Landkreis Ravensburg in Baden-Württemberg.

## Geschichte
Der Ursprungsverein wurde als Sportverein Baienfurt im Januar 1927 gegründet und wurde schnell eine feste Größe in der Gauliga Oberschwaben. Im Jahr 1933 wurde der Verein im Zuge der Gleichschaltung der NSDAP aufgelöst. Nach dem Zweiten Weltkrieg folgte dann relativ rasch unter dem Namen Sportgemeinde Baienfurt (SGB) durch einen Antrag beim französischen Militärgouvernement in Ravensburg eine Neugründung des Vereins. Durch die Anordnung, dass es pro Gemeinde nur noch einen Verein geben sollte, vereinigte sich der Verein zusammen mit den Ringern und Turnern zu einem Gesamtverein unter dem Namen Sportgemeinde Baienfurt.
Zur Saison 1947/48 stieg die Mannschaft in die damals zweitklassige Landesliga Südwürttemberg auf. In die Gruppe Süd eingegliedert erreichte der Verein dort in seiner ersten Saison gleich mit 22:14 Punkten den zweiten Platz der Tabelle. In der Saison 1948/49 reichte es dann mit 18:22 Punkten nur noch für den siebten Platz. Nach der Saison 1949/50 wurde die Liga dann aufgelöst. Die Mannschaft hatte nach dieser Spielzeit mit 12:32 Punkten den elften Platz inne. Der Verein spielte ab der nächsten Saison dann in der 2. Amateurliga. In der Saison 1954/55 sollte der Verein dann noch gegen den FC Lindenberg in der 1. Runde des WFV-Pokals antreten. Das Spiel wurde jedoch kampflos dem FC überlassen und 3:0 gewertet.
Im Jahr 1970 gewann die Mannschaft den Bezirkspokalmeistertitel. 1976 gelang dem Verein dann noch einmal der Aufstieg in die 2. Amateurliga. Aufgrund einer Initiative der Fußballabteilung wurden aus der SG vier eigenständige Vereine. Von da an trug der Verein den Namen SG Baienfurt - Fussball 1927 e.V. Am Ende der 80er konnte sich die Mannschaft dann in der Spitzengruppe der Landesliga einen Namen machen. Seit der Jahrtausendwende spielt der Verein nur noch auf Bezirksebene.

## Bekannte Fußballspieler
- Knut Tagliaferri (Jugend)